# Kléber Ramos
Kléber Ramos da Silva (João Pessoa, 24 augustus 1985) is een Braziliaans wielrenner die in 2016 reed voor Funvic Soul Cycles-Carrefour.
In 2016 nam Ramos deel aan de wegwedstrijd op de Olympische Spelen in Rio de Janeiro, maar reed deze niet uit. Een week na de wegwedstrijd werd bekend dat Ramos op 31 juli bij een out-of-competition-controle positief had getest op het gebruik van Cera. In januari 2018 maakte de UCI bekend Ramos met terugwerkende kracht voor vier jaar te schorsen en zijn resultaten vanaf 31 juli 2017 te schrappen.

## Overwinningen
2005
4e etappe Ronde van Porto Alegre
2007
6e etappe Ronde van Brazilië
4e etappe Ronde van Paraná
2008
6e etappe Ronde van de Staat São Paulo
2009
10e etappe Ronde van Uruguay
2e etappe Ronde van Santa Catarina
2012
5e etappe Rutas de América
3e etappe Ronde van Rio de Janeiro
Eindklassement Ronde van Rio de Janeiro
2014
Bergklassement Ronde van Rio de Janeiro
2015
6e etappe Ronde van San Luis
4e etappe Ronde van Rio de Janeiro

## Resultaten in voornaamste wedstrijden
|      | \| Jaar \| \| WK op de weg \| \| ---- \| \| ------------ \| \| 2015 \| \| opgave \| |              |
| Jaar |                                                                                     | WK op de weg |
| 2015 |                                                                                     | opgave       |

## Ploegen
- 2010 –  Funvic-Pindamonhangaba
- 2012 –  Real Cycling Team
- 2013 –  Clube DataRo de Ciclismo
- 2014 –  Funvic Brasilinvest-São José dos Campos
- 2015 –  Funvic-São José dos Campos
- 2016 –  Funvic Soul Cycles-Carrefour

Aguilar · Arriagada · Cardoso · Fiorilli · Moser · Nardin · Nazaret · Nicácio · Pinheiro · Ramos · Rodrigues · Sidoti · Simón · Soeiro
Annunciato · Araújo · Chamorro · Diniz · Issano · Kazumi · Maniezzo · Martins · Moser · Palladino · Ramos · Ribeiro · Rodrigues · Simón · Tavares · Uebelharte
Affonso · Delai · dos Santos · Egídio · Melo · Onesco · Ramos · S.Rodrigues · T.Rodrigues · Sales · Seabra · Weber
Almeida · Braga · Bulgarelli · Cardoso · Chamorro · Diniz · Fialho · Garnero  · Manarelli · Nazaret · Nicácio · L.Pereira · Pinheiro · Ramos · Ribeiro · Rincón · Sánchez · A.Santos · D.Santos · Tamayo
Affonso · Almeida · Braga · Bulgarelli · Cardoso · Chamorro · Díaz · Diniz · Garnero · Gaspar · Manarelli · Nazaret · Pereira · Pinheiro · Ramos · A.Santos · D.Santos
Affonso · Almeida · Bulgarelli · Cardoso · Chamorro · Diniz · Gaspar · Mahler · Manarelli · Nazaret · Nicácio · Piedra · Pinheiro · Quirino · Ramos · Urtasun · Machado (stagiair) · Mendonça (stagiair) · Rincón (stagiair)